# Collegio Cairoli
Il Collegio Cairoli è un collegio universitario di Pavia, situato in pieno centro della città, nella piazza omonima adiacente alla chiesa di San Francesco, a pochi passi sia dall'edificio dell'Università sia dal castello visconteo. L'area urbana in cui è inserito ospita molte altre strutture collegiali come il Collegio Ghislieri, il Collegio Castiglioni-Brugnatelli, il Collegio Santa Caterina da Siena e il Collegio Giasone del Maino.

## Storia
La fondazione del Collegio si deve all'Imperatore d'Austria Giuseppe II, che decise la sua edificazione nel 1781 come Collegio Germanico-Ungarico.

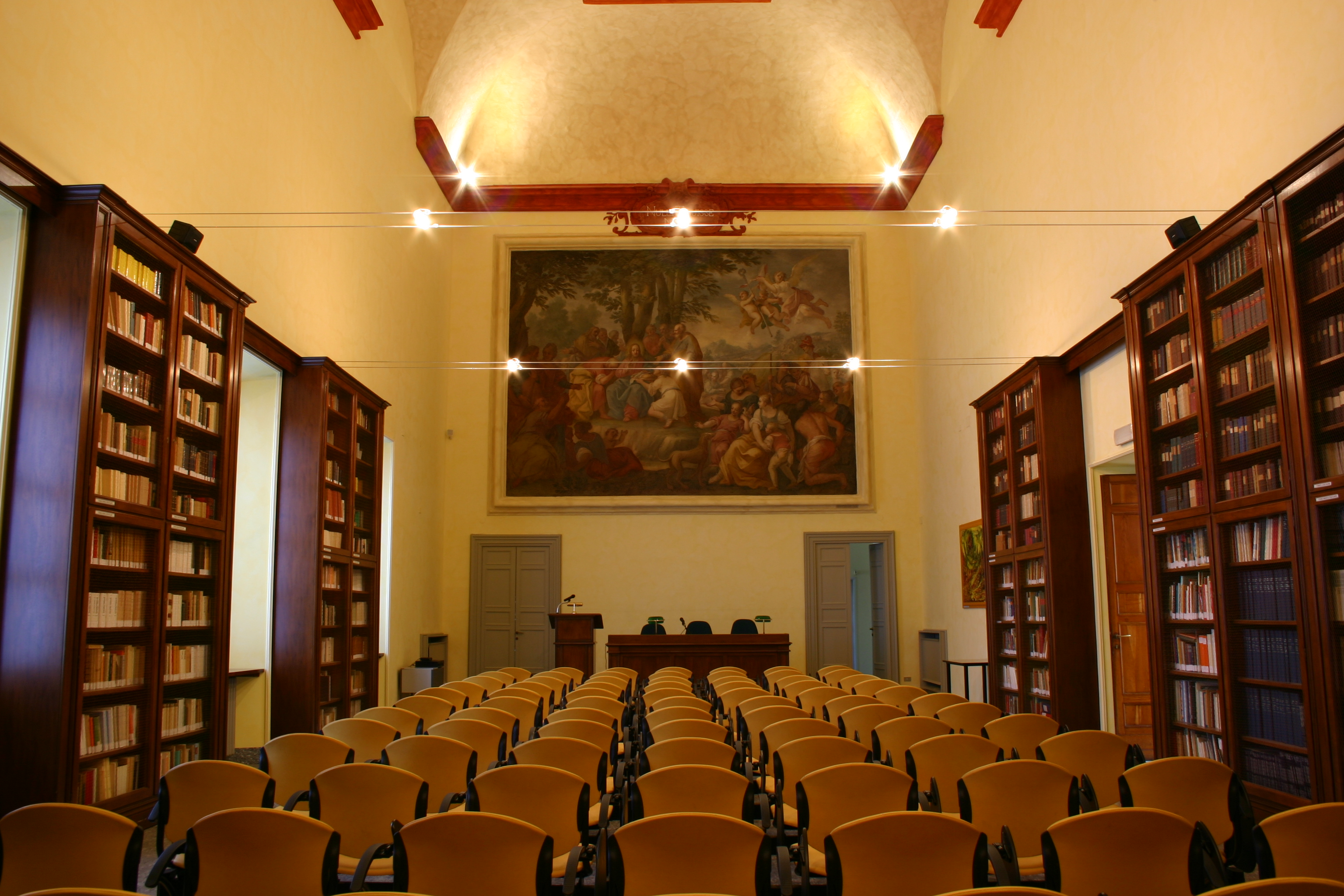
L'aula magna

Questa risoluzione fece seguito alla decisione di non concedere la possibilità ai giovani residenti nei suoi stati di recarsi a Roma per seguire gli studi teologici. Nella città capitolina era infatti già presente un Collegio Germanico-Ungarico, sito in piazza Sant'Apollinare, retto dai Gesuiti e derivante dalla fusione operata nel 1580 dei preesistenti collegio Germanico (1552) e Collegio Ungarico (1579).
La citata fondazione del Collegio Germanico nel 1552, su impulso di papa Giulio III, permette di inserire l'istituzione tra quelle pavesi della riforma cattolica, l'Almo Collegio Borromeo (1561) e il Collegio Ghislieri (1567), che precede di pochi anni, e come queste anche il Collegio Germanico prima e il Collegio Germanico-Ungarico poi, appare molto cospicuamente dotato con possedimenti che ne garantivano ampiamente il funzionamento e il mantenimento.
Parte di questi beni fondiari, in particolare quelli presenti a Santa Cristina e Genzone, nel pavese, e a Lodivecchio, saranno successivamente posti nella disponibilità del neo-istituito Collegio Germanico-Ungarico pavese. Quest'ultimo si pone quindi in stretta continuità con l'istituzione romana omonima, com'è anche confermato da alcuni passaggi della lettera che il Cancelliere austriaco Wenzel Anton von Kaunitz-Rietberg all'allora ministro plenipotenziario a Milano, il conte Carlo di Firmian. Il Kaunitz, infatti, in data 15 novembre 1781, scrive dell'intenzione del governo di attuare il “trasporto degli Alunnati del Collegio Germanico Ungarico di S. Apollinare in Roma” proprio “per quella porzione che corrisponde alle rendite possedute dal medesimo nel Milanese”.
Il trasferimento a Pavia, che puntualmente avverrà qualche anno dopo, non poggiò solamente su solide basi patrimoniali ed economiche, ma anche su di una ferma piattaforma ideale. L'Ateneo pavese era infatti sede di una Facoltà Teologica profondamente riformata, nel solco delle istanze più radicali di rinnovamento tra Stato e Chiesa.
Inaugurato nel 1783, il Collegio era sicuramente a pieno regime nel 1784, quando il marchese Alessandro Botta Adorno, conservatore, ossia amministratore, del Collegio stesso, ricevette l'Imperatore Giuseppe II, di passaggio a Pavia il 18 febbraio. Ad accogliere l'augusto ospite v'erano pure il Rettore del Collegio, l'abate Giuseppe Zola e il Prefetto degli studi, l'abate Pietro Tamburini.

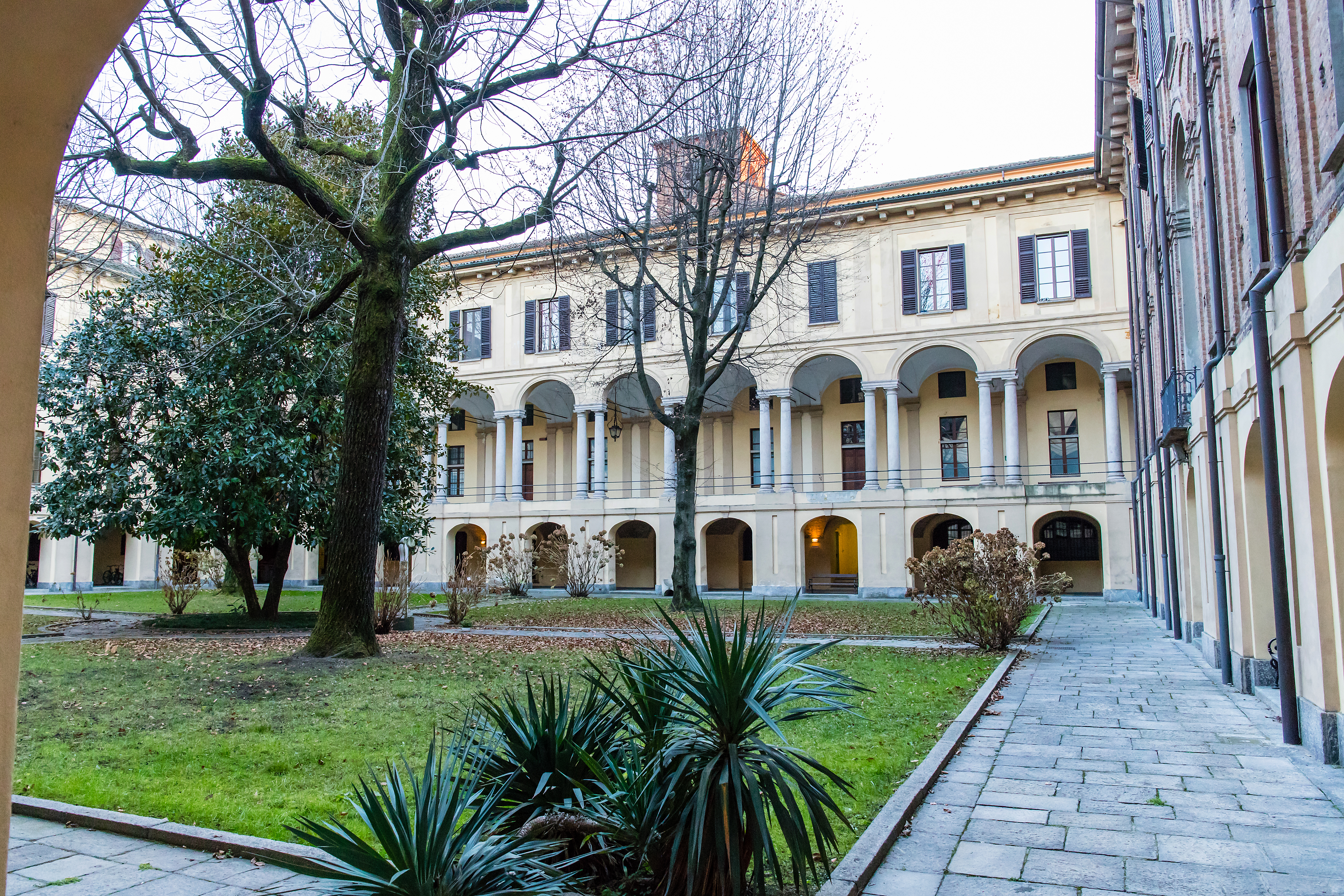
Il cortile principale.

In seguito all'occupazione francese il Collegio verrà chiuso nel 1796, i beni su richiesta del commissario Haller furono avocati alla Repubblica Francese e da allora il fabbricato sarà adibito a caserma, destinazione d'uso con cui attraversò anche le successive due guerre mondiali.
Nel secondo dopoguerra, per interessamento dell'allora Rettore dell'Ateneo pavese, Plinio Fraccaro, il Demanio Militare restituirà il fabbricato all'Università di Pavia che riuscirà a riaprire la struttura come Collegio il 4 novembre del 1948, con rinnovato nome di Collegio Fratelli Cairoli, figure di spicco del risorgimento italiano, che detiene tuttora.

## Architettura
Il Collegio F.lli Cairoli è un edificio a pianta quadrata, con un ampio giardino alberato interno sul quale si affacciano sia gli spazi comuni sia le camere degli Alunni residenti.
Nel XVIII secolo, presa la decisione di spostare a Pavia parte del Collegio Germanico-Ungarico romano, fu necessario trovarvi una sede. Furono prese in esame alcune possibilità, come il monastero del Leano nei pressi dell'Università, o quello della Mostiola, oltre al fabbricato del monastero di San Pietro in Ciel d'Oro. Solo quest'ultimo fu reso disponibile dall'evacuazione dei religiosi residenti in tempi brevi, ma fu giudicato insufficiente e di dimensioni troppo ridotte. Fu allora proposto ai Frati Minori conventuali presenti presso il monastero di San Francesco di trasferirsi nell'edificio di San Pietro in Ciel d'Oro. Una volta accettata la nuova sistemazione da parte dei religiosi, che non versavano in buone condizioni economiche, il sedime su cui insisteva il trecentesco convento di San Francesco si rese disponibile per i lavori che, dopo un primo sopralluogo dell'architetto Giuseppe Piermarini, furono affidati, sotto la supervisione del primo, al giovane Leopoldo Pollack.

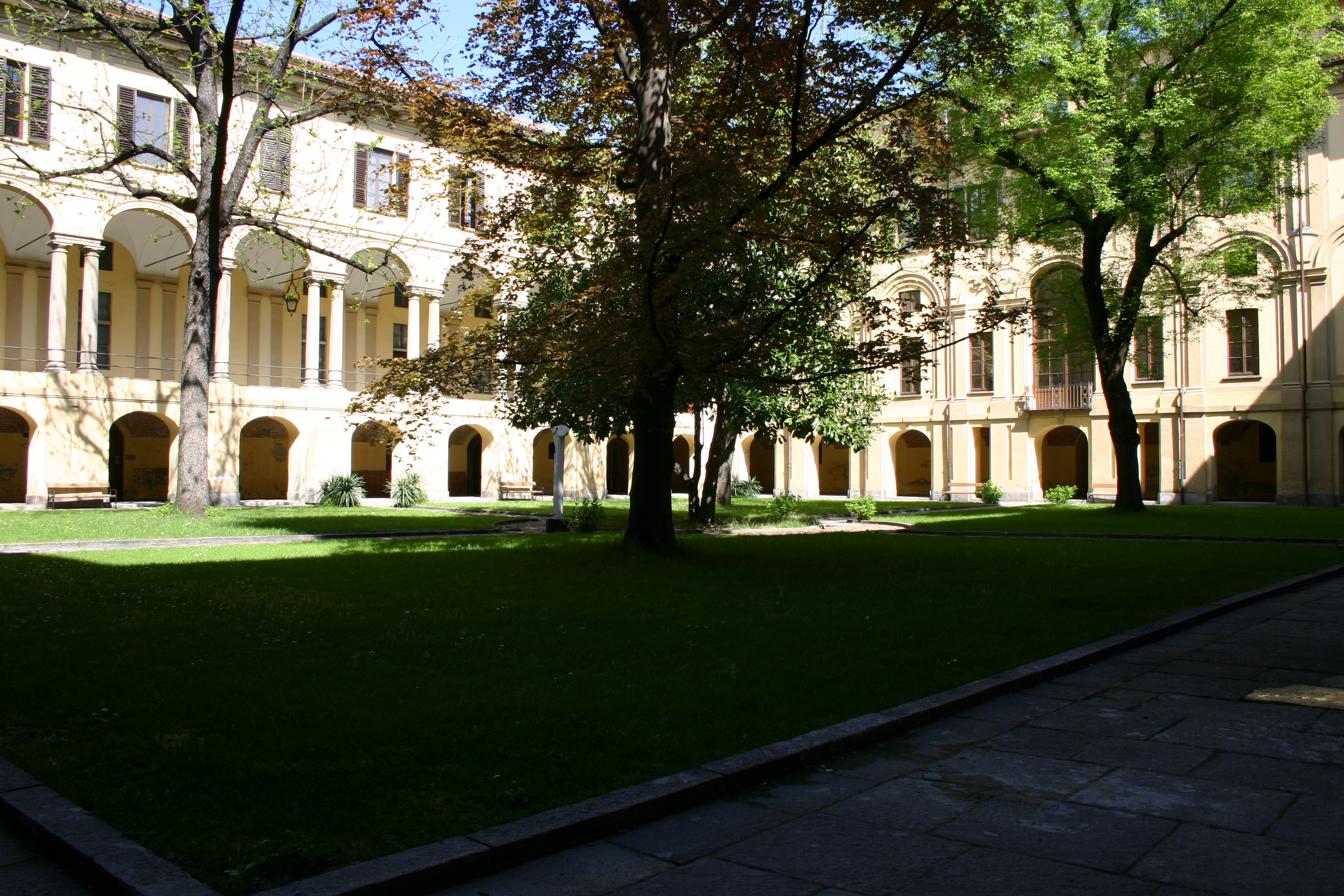
Collegio Cairoli

Del lavoro preparatorio del Pollack sono conservati ancora alcuni disegni dei prospetti della facciata verso la piazza, che non furono al fine realizzati, ma il risultato finale del lavoro è ancora oggi visibile.
Il Collegio si sviluppa su quattro piani. Il piano terra, leggermente più basso del livello della piazza, circonda il giardino interno e su di esso si aprono la sala mostre del Collegio, la palestra, la lavanderia, una delle sale studio oltre ad una serie di locali di servizio e la portineria. Il primo piano rialzato, con soffitti particolarmente elevati, ospita invece tutti gli altri locali comuni: la segreteria, la biblioteca (fornita di circa 65.000 volumi), l'aula magna affrescata, la sala giornali, la sala musica, la sala pc, la sala tv e la sala mensa, un tempo adibita a refettorio e oggi quotidianamente utilizzata per la prima colazione degli alunni e, in particolari occasioni, come la Festa delle Matricole o la Giornata degli Ex Alunni, come vera e propria sala da pranzo. Due dei quattro lati del Collegio, a questo livello, si presentano colonnati, fornendo un bellissimo colpo d'occhio soprattutto se osservati dal giardino.
I restanti due piani della struttura ospitano le camere degli alunni, tutte singole. Alcune di queste, poste all'ultimo piano, si aprono su due grandi terrazzi che occupano del tutto due dei quattro lati, dai quali si può ammirare una buona porzione dello sky-line pavese, con vista sul campanile romanico dell'adiacente chiesa di San Francesco, sulle torri medievali del centro cittadino e, più in lontananza, sulla cupola del Duomo.
Il Collegio è visitabile all'interno, previa richiesta alla segreteria, fatta eccezione degli spazi residenziali degli alunni in residenza.

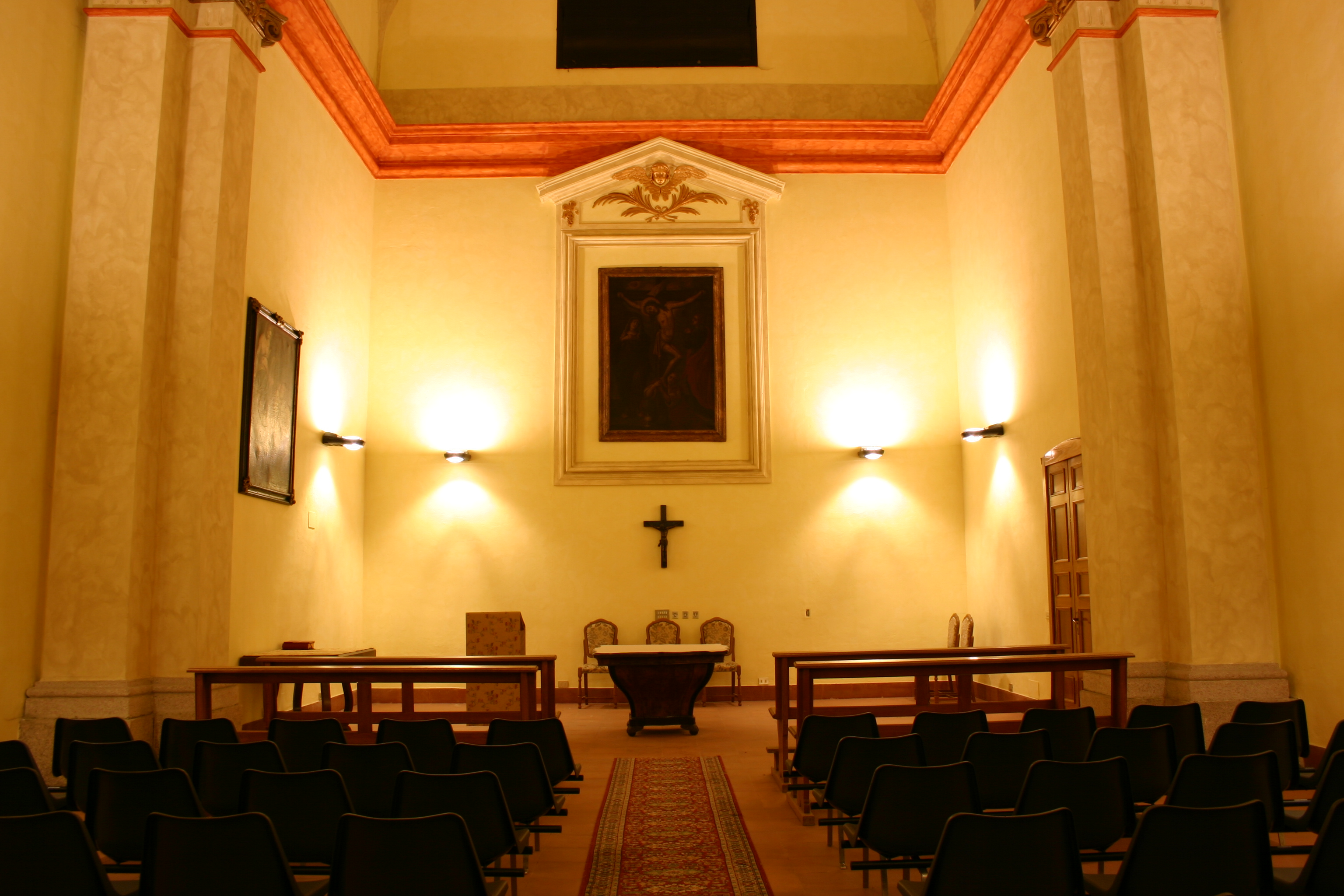
La cappella

## Ammissione
Il Collegio attualmente fa parte della rete residenziale dell'EDISU. L'accesso ai posti di alunno è regolato tramite concorso pubblico il cui bando viene redatto annualmente dall'ente stesso e da un colloquio con il Rettore. Per mantenere il posto presso il Collegio è necessario, ogni anno, ottenere il numero di crediti formativi richiesti per ogni corso di laurea, stabiliti dal bando stesso; dal 2019, inoltre, il Collegio è entrato a far parte dei Collegi Universitari di Merito, e per accedervi e mantenere il posto è richiesta una media minima.

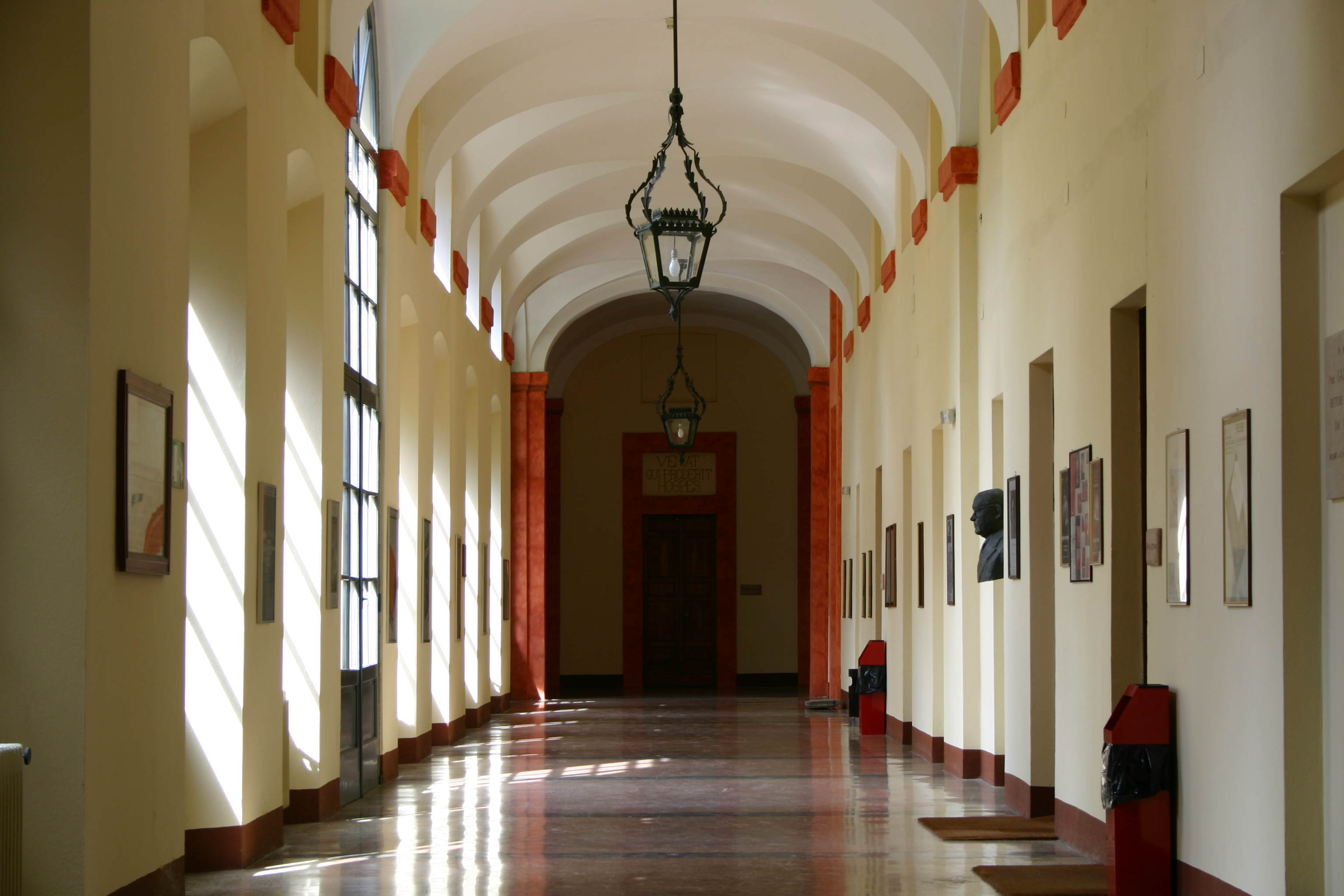
Collegio Cairoli

Sono, inoltre, previsti alcuni posti per alunni frequentanti la Scuola Superiore IUSS, Istituto Universitario di Studi Superiori di Pavia, per i quali è necessario il superamento di un concorso pubblico meritocratico, articolato in una serie di prove d'esame, che prevedono una prima fase scritta, uguale per tutti e gestita dallo stesso IUSS, ed una seconda fase orale, diversa a seconda della classe accademica di appartenenza e gestita, a differenza dei collegi di merito pavesi, dal medesimo IUSS.
Previsti anche alcuni posti riservati a studenti distintisi nelle discipline sportive praticate presso il CUS Pavia, in particolare canottaggio e rugby.

## Coro del Collegio Cairoli

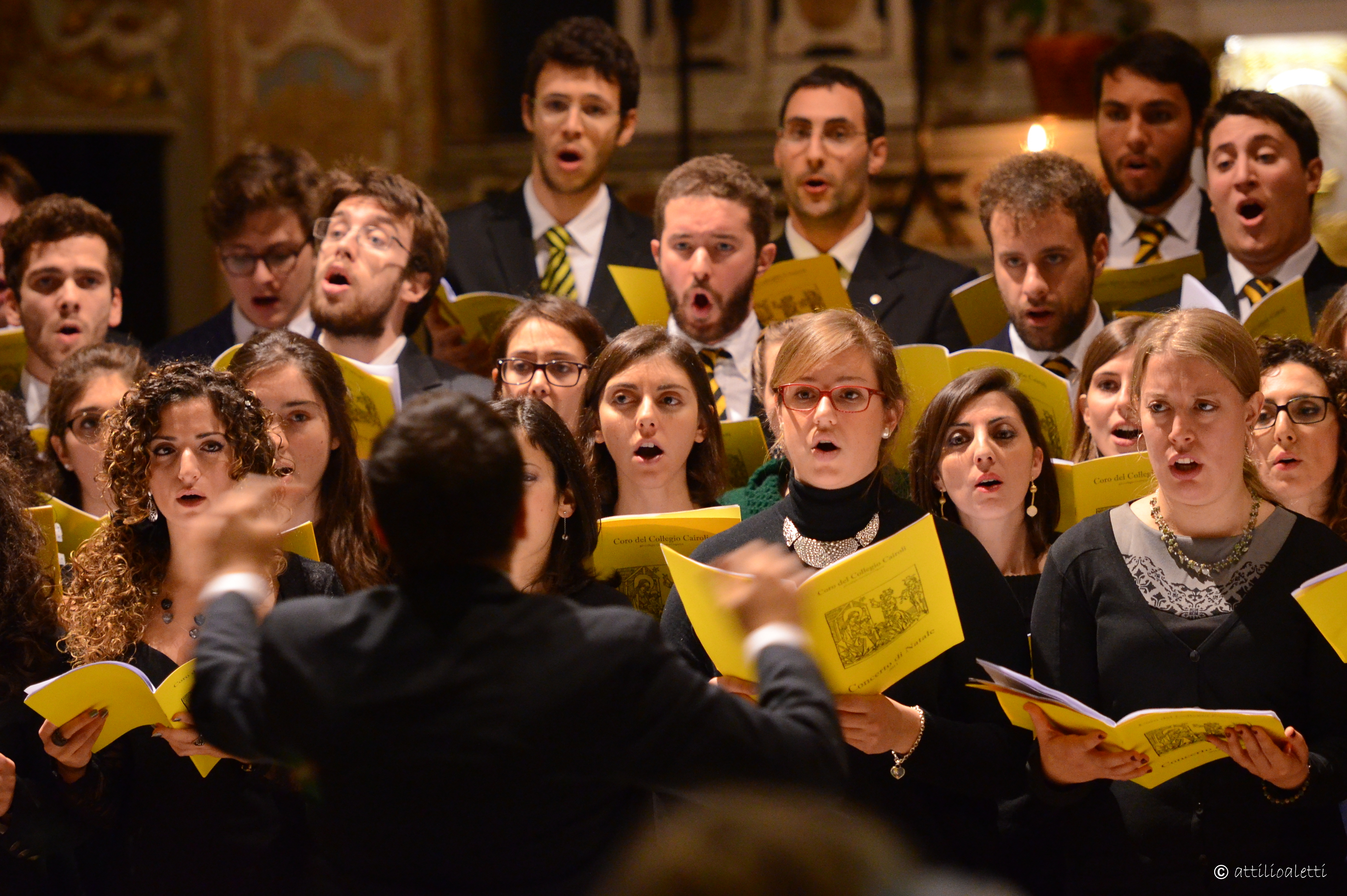
Concerto di Natale 2013 - Chiesa di S. Maria Incoronata di Canepanova

Il Coro del Collegio Cairoli è un gruppo studentesco dell'Università degli studi di Pavia fondato nel 2004 che ha sede presso il Collegio Fratelli Cairoli di Pavia. Nato inizialmente per le esigenze legate alle cerimonie interne è stato nel suo primo periodo di attività aperto in maniera esclusiva alla partecipazione degli alunni residenti, col tempo sia per esigenze di repertorio, sia per il desiderio di aprirsi a tutta la realtà universitaria pavese, ha iniziato ad accogliere le studentesse di altri collegi e in seguito i numerosi studenti internazionali presenti a Pavia. La pratica musicale non è l'unico obiettivo del Coro, la socializzazione e l'integrazione sono obiettivi di pari dignità e dalla sua fondazione il Coro rappresenta un luogo di libero scambio di idee tra studenti di condizione sociale, provenienza geografica e convinzioni politiche e religiose diverse. 
Ogni anno il coro propone un tradizionale appuntamento dedicato ai canti goliardici che segna l'inizio dell'anno accademico e, oltre a contribuire alla conservazione e alla riscoperta delle antiche tradizioni dell'Ateneo Ticinese, rappresenta per molte matricole e studenti internazionali un'occasione di socializzazione importantissima e spesso il primo passo verso la passione per la musica corale che li accompagnerà per tutta la vita. Nel corso dell'anno il coro si fa promotore di numerosi progetti coinvolgendo anche figure di spicco del panorama musicale ed ha all'attivo l'esecuzione di un vasto repertorio, tra cui “O sing unto the Lord” (Z 44) e “Come ye sons of Art” (Z 323) di H. Purcell, Gloria (RV 589) e Magnificat (RV 610a) di A. Vivaldi, Missa Brevis K 220 “Spatzenmesse” e Litaniae de Venerabili Altaris Sacramento KV 243 di W.A. Mozart, Missa Sancti Joannis de Deo (Hob XXII) e Te Deum (Hob XXIIc:2) di F. J. Haydn.

## Simboli, Attività e Curiosità

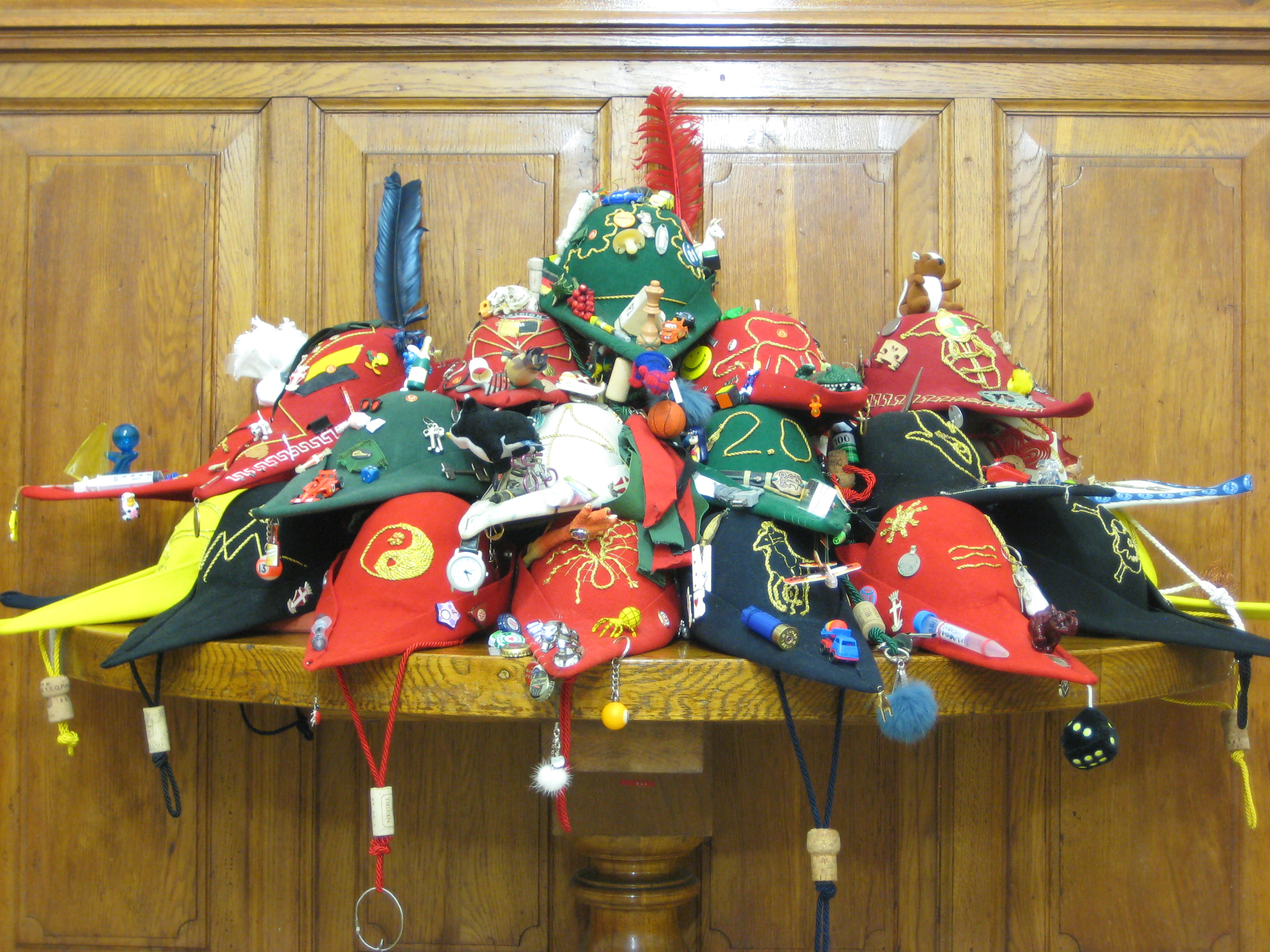
Collegio Cairoli

Alla riapertura nel 1948, il Collegio fu amministrato direttamente dall'Università di Pavia. Per questo motivo lo stemma del Collegio è lo stesso dell'Università, eccezione fatta per la scritta sul nastro.
Accanto a questo però, soprattutto dagli alunni, viene utilizzato lo stemma con l'aquila bicefala imperiale, in ricordo del Collegio Germanico-Ungarico, progenitore dell'attuale. Per lo stesso motivo i colori distintivi sono il giallo-nero, bicromia dell'Impero.
Per un breve periodo, sotto il rettorato del prof. Gallo Gallina, il gallo omonimo campeggiò sulle cravatte, sulle divise da gioco delle squadre sportive e sulle bandiere, per poi lasciare nuovamente spazio ai tradizionali simboli.
Gli alunni del Collegio partecipano a varie competizioni sportive intercollegiali a squadre: calcio, basket, pallavolo, dragon boat, beach volley, corsa campestre.
Inoltre, da alcuni anni è presente il Coro del Collegio Cairoli, le cui esecuzioni spaziano, durante l'anno, dalle serate più classiche al repertorio dei canti goliardici.
Gli alunni in residenza producono anche un giornale, Il Resto del Cairolino, riservato unicamente agli studenti del Collegio e agli Ex collegiali.
Tra le mura del Collegio si respira ancora l'aria dell'antica tradizione goliardica, come in molti altri collegi pavesi. In quest'ambito si inscrive la fiera rivalità con il Collegio Fraccaro e la produzione, tra gli altri mille scherzi e divertimenti, della Cairolina Commedia, parodia della celeberrima opera dantesca, composta in endecasillabi con intenti comico-satirici, edita nel 2009.